# Кулаженко, Геннадий Владимирович
Геннадий Владимирович Кулаженко (28 июля 1952 - 28 июня 1981) — советский белорусский комсомольский деятель, погиб при исполнении служебных обязанностей в Демократической Республике Афганистан.

## Биография
Геннадий Владимирович Кулаженко родился 27 июля 1952 года в городе Наровле Гомельской области Белорусской Советской Социалистической Республики. В 1969 году окончил среднюю школу № 9 в городе Минске. Освоив специальность слесаря-сборщика, трудился на Минском заводе вычислительных машин имени Орджоникидзе. В 1975 году окончил исторический факультет Белорусского государственного университета имени В. И. Ленина, после чего по распределению был направлен директором школы-восьмилетки в Поставский район Витебской области Белорусской ССР, однако проработал на этой должности он лишь непродолжительное время.
С того же 1975 года — на комсомольской работе, занимал пост второго, а затем первого секретаря Поставского райкома ЛКСМБ, а позднее заведовал отделом комсомольских организаций Витебского обкома ЛКСМБ. В 1978 году окончил Высшую комсомольскую школу при ЦК ВЛКСМ. В декабре 1980 года Кулаженко решением ЦК комсомола был направлен в Демократическую Республику Афганистан на должность советника Демократической организации молодёжи Афганистана.
Курировал северо-западную зону — провинции Герат, Гур и Бадис. Работать ему пришлось в труднейших условиях — город Герат, где он жил, был осаждён вооружёнными формированиями моджахедов, нередки были боевые столкновения. 28 июня 1981 года Кулаженко взял в аэропорту такси и поехал в отель, однако по назначению не доехал, пропав по дороге. Коллеги пропавшего предприняли поиски, выяснив, что по дороге он попал в засаду, в одиночку принял бой против нескольких десятков моджахедов, был ранен и захвачен мятежниками, однако сведения о дальнейшей судьбе расходились. Спустя две недели активная фаза поисков завершилась, был сделан вывод о гибели Кулаженко. Позднее поступали сведения о том, что он содержится в лагере моджахедов в Пакистане, однако подтверждений этому найти не удалось. Место захоронения Кулаженко неизвестно до сих пор.
Указом Президиума Верховного Совета СССР Геннадий Владимирович Кулаженко посмертно был удостоен ордена Дружбы народов.

## Память
- В честь Кулаженко названа улица в городе Поставы Витебской области Белоруссии.